# 内卷剑蕨
内卷剑蕨（学名：Loxogramme involuta）为剑蕨科剑蕨属下的一个种。

## 扩展阅读
- 維基物種上的相關：内卷剑蕨